# Sverrir Ingi Ingason
Sverrir Ingi Ingason (Reykjavík, 5 de agosto de 1993) é um futebolista islandês que atua como zagueiro.Atualmente defende o Panathinaikos.

## Carreira
Sverrir Ingi Ingason fez parte do elenco da Seleção Islandesa de Futebol da Eurocopa de 2016.